# Інституційно-революційна партія (Мексика)
Інституційно-революційна партія (ісп. Partido Revolucionario Institucional Spanish: [paɾˈtiðo reβolusjoˈnaɾjo jnstitusjoˈnal]), скорочено PRI — політична партія Мексики, одна з найбільших партій країни, яка утримувала безперебійну владу в країні протягом 71 року з 1929 по 2000 рік. Член Соціалістичного інтернаціоналу.
Партія була заснована в 1929 році під назвою «Національно-революційна партія» (НРП) Плутарко Кальєсом, головним лідером Мексики в той час та самопроголошеним Jefe Máximo (верховним головою) мексиканської революції. Партія була створена з метою надати політичний простір, в якому могли б брати участь всі ті, що вижили лідери та бійці мексиканської революції, та вирішити серйозну політичну кризу, викликану вбивством обраного президента Альваро Обрегона в 1928 році. Хоча сам Кальєс потрапив в політичну ганьбу і був засланий в 1936 році, партія продовжувала правити Мексикою до 2000 року, двічі міняючи назву, поки не стала PRI.
PRI зберігала абсолютну владу над країною протягом більшої частини двадцятого століття: крім президентства республіки, до 1976 року всі члени Сенату належали PRI, а всі губернатори штатів також були з PRI до 1989 року.
Після втрати посади президента на виборах 2000 року PRI контролювала більшість урядів штатів і домоглася високих результатів на місцевому рівні; проте, на президентських виборах 2006 року результат PRI був найгіршим за всю її історію до цього моменту: її кандидат Роберто Мадрасо посів третє місце, не зумівши утримати жодного штату. Незважаючи на цю поразку, PRI продовжувала показувати успішні результати на муніципальному рівні та на рівні штатів. В результаті PRI перемогла на виборах в законодавчі органи 2009 року, а в 2012 році повернула собі посаду президента після перемоги на виборах того ж року з кандидатом Енріке Пенья Ньєто. Однак масове невдоволення адміністрацією Пенья Ньєто в результаті численних корупційних скандалів і нездатності уряду приборкати рівень злочинності призвело до того, що PRI знову втратила пост президента на виборах 2018 року (кандидатом PRI на цих виборах був Хосе Антоніо Мід), з показниками навіть гірше, ніж в 2006 році.